# Mogoplistes brunneus
Mogoplistes brunneus är en insektsart som beskrevs av Jean Guillaume Audinet Serville 1838. Mogoplistes brunneus ingår i släktet Mogoplistes och familjen Mogoplistidae. Inga underarter finns listade i Catalogue of Life.

## Bildgalleri

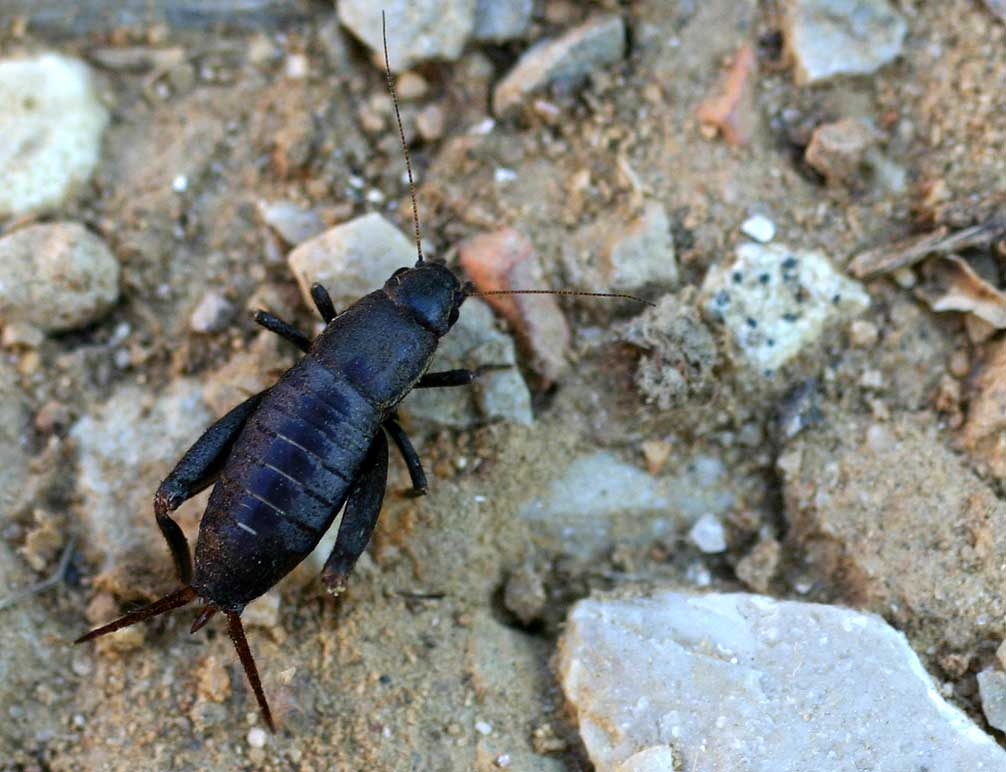